# 羅德斯菲爾德站
羅德斯菲爾德站是快速交通系統豪登列車和都市鐵路位於豪登省肯普頓公園羅德斯菲爾德的地鐵站，位於約翰內斯堡以東。其於2010年6月8日開放，為桑頓提供服務。

## 地點
羅德斯菲爾德站位於豪登省東部艾古萊尼市肯普頓公園的同名郊區。具體來說，其位於附近的24號省道高速公路以北的安森街與瓦倫西亞街的拐角處。

## 車站佈局
羅德斯菲爾德站採用簡單的側式月台佈局，有兩條軌道。

## 服務

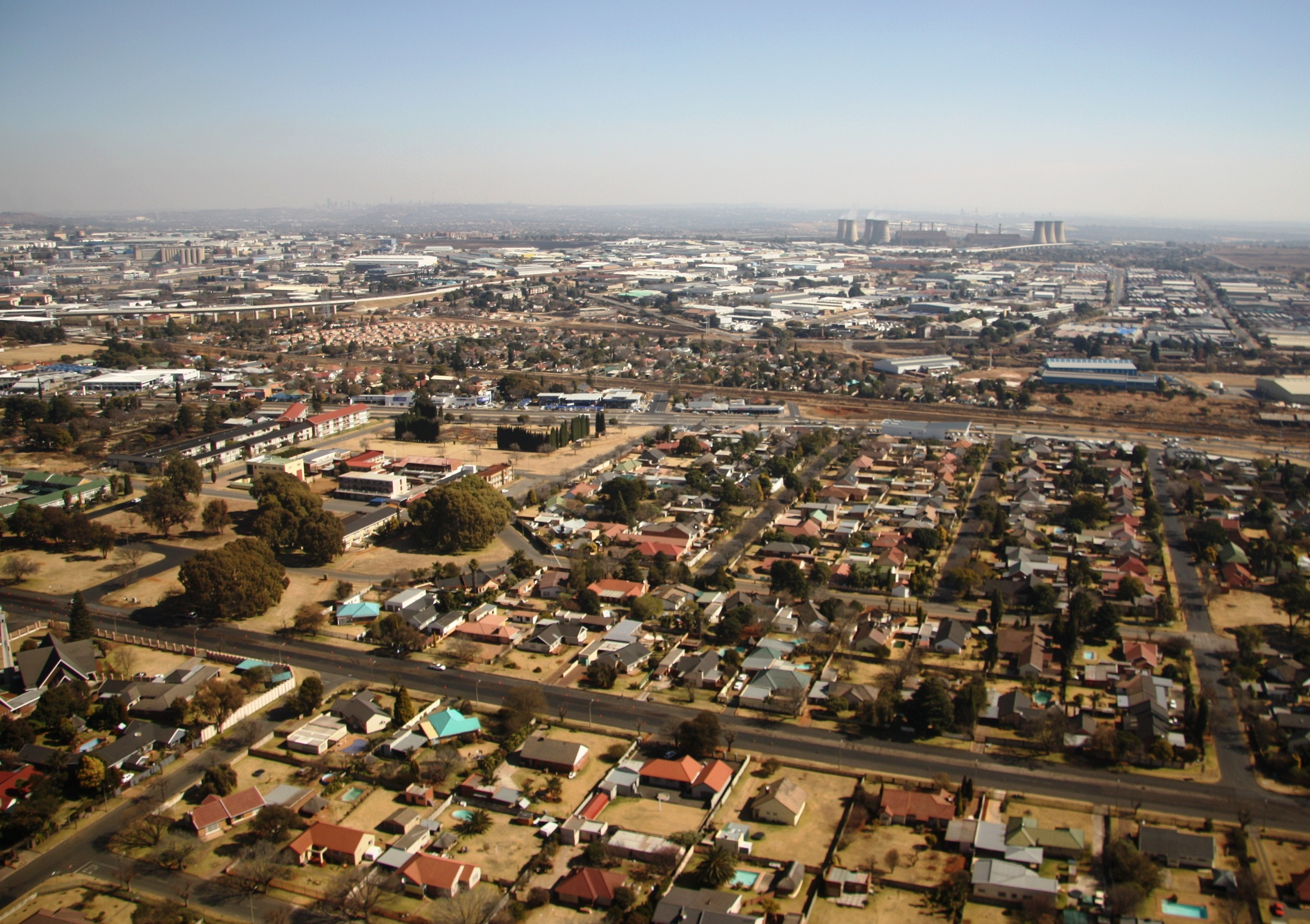
肯普頓公園的羅德斯菲爾德郊區

### 鐵路服務
羅德斯菲爾德是機場線東面的兩個終點站之一。從本質上來說，其為附近的奧利弗·坦博國際機場站的通勤鐵路變體。來自機場的列車會停在羅德斯菲爾德，但從前一站上車的乘客不能打開車廂車門。
羅德斯菲爾德是連接約翰內斯堡都市鐵路系統的四個車站之一，南非客運鐵路局建造了一個新的羅德斯菲爾德站作為轉運點。然而在物理上，豪登列車和都市鐵路車站是分開的，前者需要持有智能卡才可進入，以確保票價和安全性。

### 巴士服務
與其他豪登列車車站類似，羅德斯菲爾德由綜合接駁巴士線提供服務。RF1編號的巴士以環形路線環繞肯普頓公園南部。